# Pseudocolinesterasa
La butirilcolinesterasa o pseudocolinesterasa (BChE) es una enzima humana de la familia de colinesterasas, también llamada colinesterasa sérica. Es muy similar en su estructura a la enzima acetilcolinesterasa. La butirilcolina es un compuesto sintético y no ocurre en la naturaleza y se usa para distinguir entre la acetil- y la butirilcolinesterasa. Los mutantes del BChE son responsables de la sensitividad a la administración del medicamento suxametonium.

## Características
La butirilcolinesterasa es una glicoproteína de 574 aminoácidos por cada uno de cuatro subunidades y nueve cadenas de carbohidratos unidas a 9 asparaginas.

## Funciones
La pseudocolinesterasa es una enzima que participa en la hidrólisis de ésteres de colina aunque su papel fisiológico es aún poco claro. Se encuentra en todos los tejidos del cuerpo, excepto en los glóbulos rojos. Es un mediador de la hidrólisis en el plasma sanguíneo de la cocaína a un metabolito farmacológicamente inactivo, por lo que puede que tenga alguna función próxima en el tratamiento de la sobredosis por cocaína.
Estudios muestran  que la vida media de la BChE en el plasma de los animales es de aproximadamente 21.6 horas y metaboliza rápidamente a la molécula de cocaína en el metabolito éster de metilo-ecgonina; el éster de metilo-ecgonina no genera ningún efecto fisiológico adverso y es rápidamente eliminado por el riñón, por lo que el incremento en la concentración de este metabolito no genera efectos tóxicos en el sujeto. Sin embargo la eficiencia catalítica de la BChE humana es muy baja y depende de muchos factores. En situaciones de exposición aguda a concentraciones tóxicas de cocaína, la BChE es fácilmente superada.